# ماسک جراحی

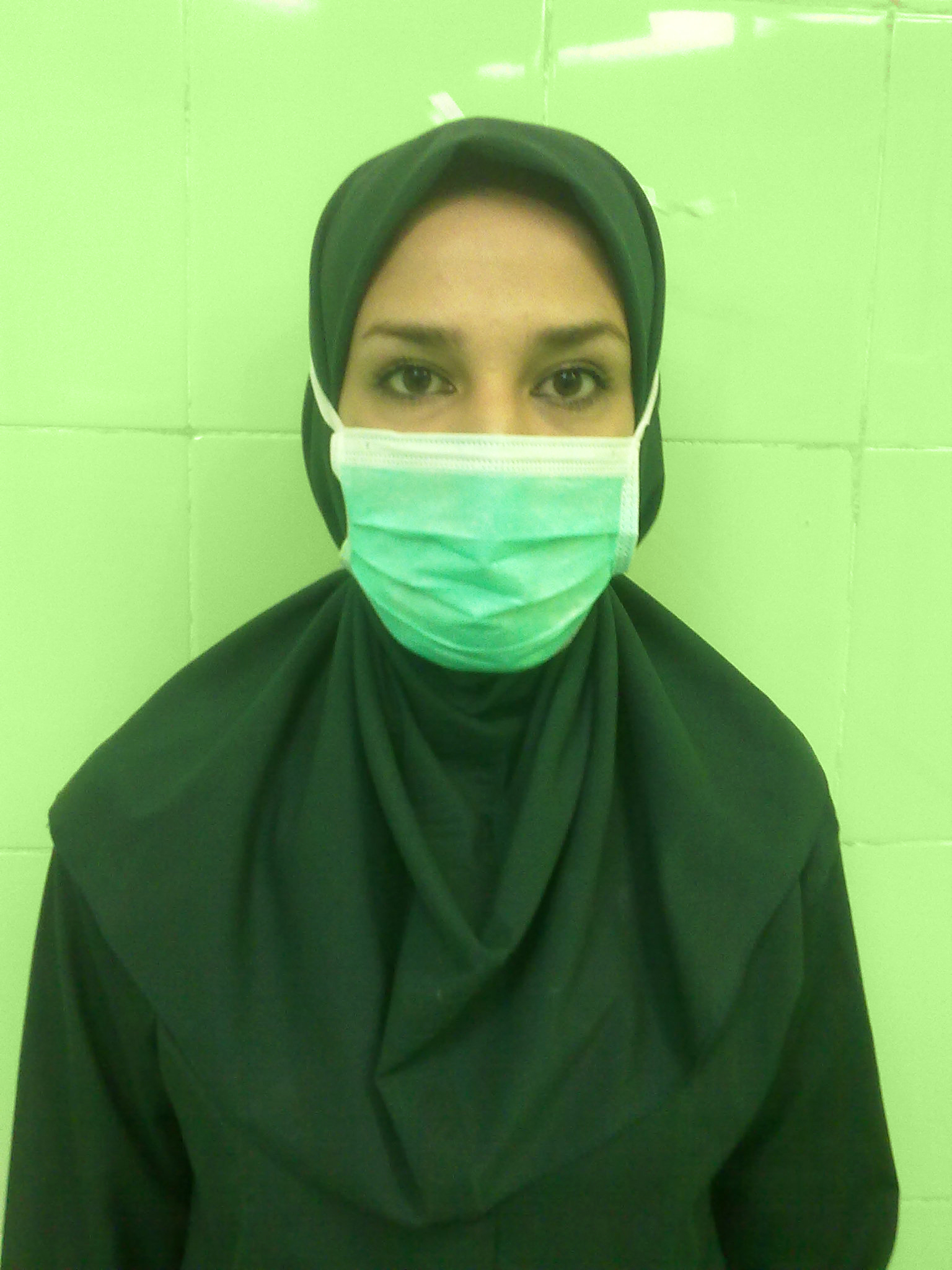
ماسک جراحی پرسنل اتاق عمل در ایران.

روبند جراحی یا صورت پوش جراحی یا ماسک جراحی (به انگلیسی: Surgical mask) به عنوان یک محافظ در برابر ذرات معلق عفونی در فضا شناخته شده و توسط متخصصان سلامت در حین عمل جراحی توصیه شده.
آنها به منظور محافظت از پوشنده در برابر استنشاق باکتری‌های موجود در هوا یا ذرات ویروس طراحی نشده‌اند و نسبت به ماسک‌هایی چون ماسک N95 یا FFP که به دلیل داشتن مواد، شکل و مهر و موم محکم محافظت بهتری هستند، محافظت کمتری دارند.
ماسک‌های جراحی در کل سال در کشورهای آسیای شرقی مانند چین، ژاپن و کره جنوبی مورد توجه مردم قرار می‌گیرد تا احتمال ابتلا به بیماری‌های موجود در هوا را کاهش داده و مانع از تنفس ذرات گرد و غبار موجود در هوا ناشی از آلودگی هوا شود. علاوه بر این، ماسک‌های جراحی به ویژه در فرهنگ معاصر آسیای شرقی که از محبوبیت زیادی در فرهنگ پاپ ژاپنی و کره‌ای برخوردار است و تأثیر زیادی در فرهنگ جوانان شرق آسیا می‌گذارد، به عنوان مد تبدیل شده‌اند.
اخیراً، با توجه به افزایش مسئله دود در جنوب و جنوب شرقی آسیا، زمانی که کیفیت هوا وخیم تر می‌شود، ماسک‌های جراحی و ماسک صورت برای تصفیه هوا در شهرهای بزرگ هند، نپال و تایلند استفاده می‌شود. علاوه بر این، ماسک صورت در اندونزی، مالزی و سنگاپور در فصل مه آفتابگردان جنوب شرقی آسیا استفاده می‌شود. ماسک‌های به سَبک ماسک جراحی برای فیلتر هوا در سراسر آسیا بسیار رایج است و در نتیجه، بسیاری از شرکت‌ها ماسک‌هایی منتشر کرده‌اند که نه تنها مانع از تنفس ذرات گرد و غبار موجود در هوا می‌شوند بلکه شیک نیز هستند.

## تعریف
استفاده از ماسک جراحی توسط متخصصان بهداشت و درمان در حین جراحی و برخی از اقدامات مراقبت‌های بهداشتی برای گرفتن میکروارگانیسم‌هایی که در قطرات مایع و ذرات معلق در هوا از دهان و بینی خارج می‌شوند، در نظر گرفته شده‌است. اولین استفاده ثبت شده توسط جراح فرانسوی پل برگر در طی یک جراحی در سال ۱۸۹۷ در پاریس بود. ماسک‌های جراحی مدرن از کاغذ یا سایر مواد غیر بافته ساخته می‌شوند و باید پس از هر بار استفاده از آنها دور ریخته شوند.

## کاربرد

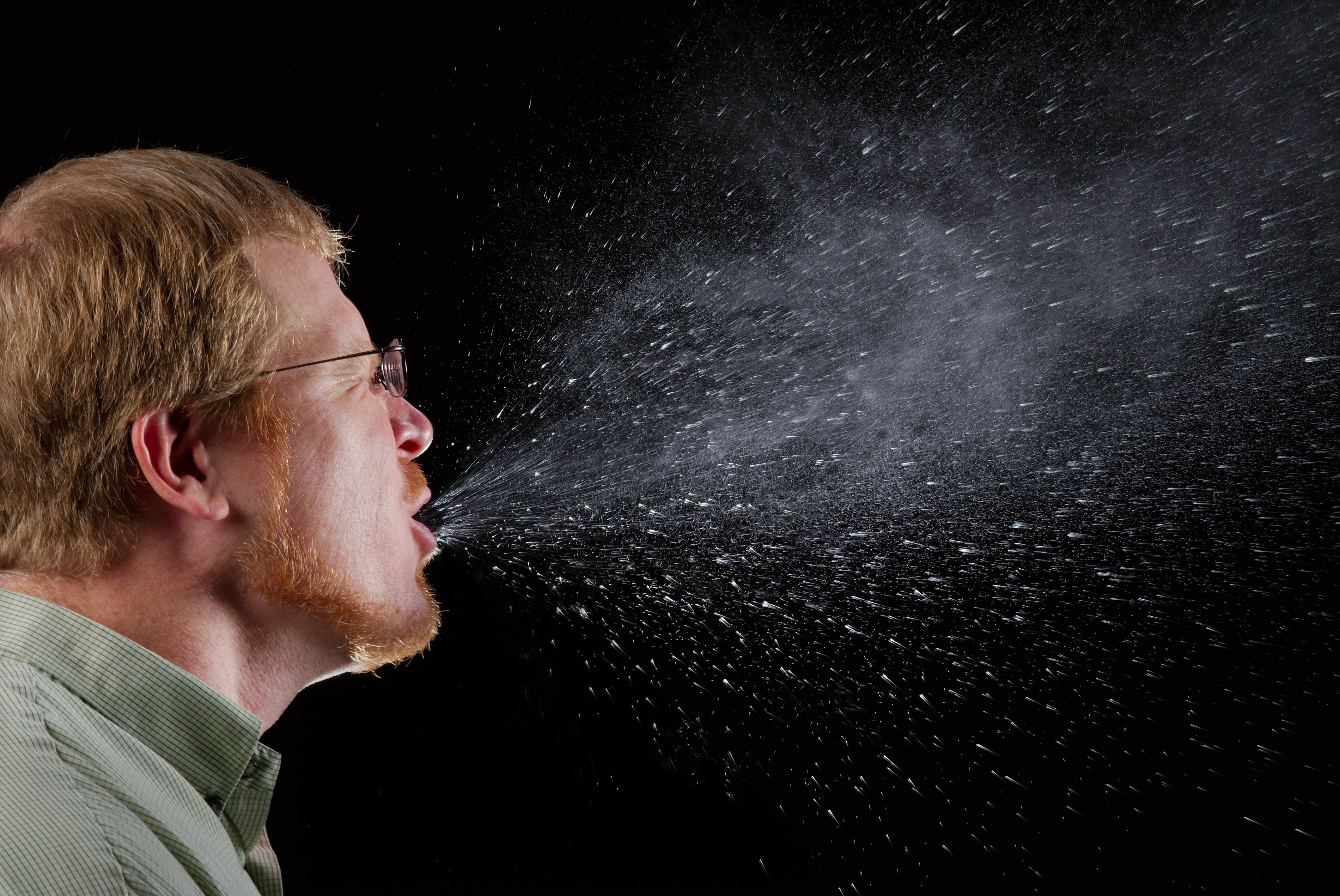
بدون ماسک‌های جراحی، بیماری‌های ناشی از هوا به احتمال زیاد از طریق قطرات تنفسی منتقل می‌شوند.

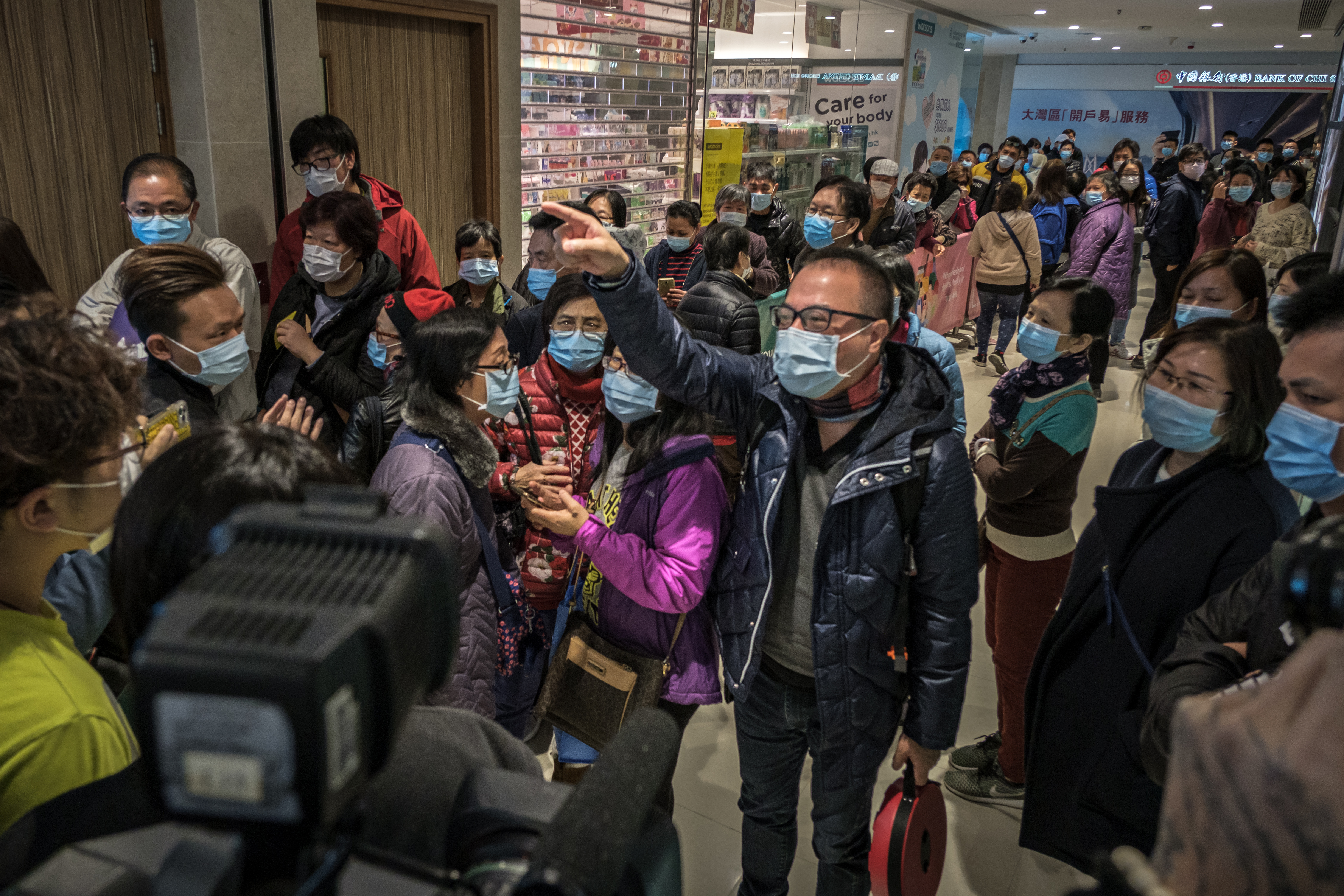
افرادی در هنگ کنگ که در حین شیوع کروناویروس ۲۰۱۹–۲۰ ماسک‌های جراحی پوشیده‌اند.

ماسک‌ها در موارد مختلفی بکار می‌روند، از جمله زمانی که کلیه پرسنل بیمارستانی و ملاقات کنندگان بیمار، جهت جلوگیری از ابتلا به بیماری واگیردار، ماسک می‌زنند.

### کارکنان حوزه سلامت
ماسک‌های جراحی ساده باعث جلوگیری از پاشیدن بزاق دهان می‌شود و از انتقال مایعات بدن از فرد پوشنده به دیگران، به عنوان مثال بیمار، جلوگیری می‌کند. آنها همچنین به پوشندگان یادآوری می‌کنند که دهان یا بینی خود را لمس نکنند، که در غیر این صورت می‌تواند ویروس‌ها و باکتری‌ها را پس از لمس یک سطح آلوده منتقل کند. آنها همچنین می‌توانند باعث کاهش انتشار قطرات مایع عفونی (حامل باکتری یا ویروس) شوند که هنگام سرفه یا عطسهٔ پوشنده ایجاد می‌شود.
هیچ مدرک روشنی وجود ندارد که نشان دهد ماسک‌های یکبار مصرف صورت که توسط اعضای تیم جراحی پوشیده شده‌است، می‌تواند خطر عفونت زخم را بعد از انجام اقدامات جراحی تمیز کاهش دهد.
برای کارمندان مراقبت‌های بهداشتی، پوشیدن ماسک تنفسی تست شده متناسب با استاندارد درجه‌بندی ماسک‌ها یا استاندارد اروپایی EN 149 FFP3 در مجاورت بیماران مبتلا به آنفولانزای همه گیر، برای کاهش قرار گرفتن در معرض ذرات معلق عفونی بالقوه و قطرات مایع موجود در هوا توصیه می‌شود. CDC اطلاعاتی در مورد محصولات تولیدکنندگان و اهمیت تناسب چنین ماسک‌هایی با اندازه صورت ارائه می‌دهد.

### کاربرد عامه
ماسک‌های جراحی توسط عموم مردم در کشورهای آسیای شرقی پوشیده می‌شود تا احتمال ابتلا به بیماری‌های ناشی از هوا را کاهش دهد. در ژاپن پوشیدن ماسک صورت در فصل آنفولانزا برای جلوگیری از ابتلا به دیگران یا آلوده شدن در اماکن عمومی معمول است. در ژاپن و تایوان، معمول است که افرادی که این ماسک‌ها را در فصل آنفولانزا پوشیده‌اند، به عنوان نشانی از توجه به دیگران و مسئولیت‌های اجتماعی، مشاهده شوند. با این حال، ممکن است برای آلرژی، یا برای پرهیز از صحبت کردن با افراد غریبه پوشیده شود، یا از آن استفاده شود تا در هنگام بیرون آمدن از آرایش استفاده نشود. این می‌تواند برای مد به خصوص ماسک‌های پارچه‌ای سیاه که مدل‌های KPop اغلب از آن استفاده می‌کنند، استفاده شود.
ممکن است برای پنهان کردن هویت نیز از ماسک‌های جراحی استفاده شود. در بانک‌های ایالات متحده، فروشگاه‌های بزرگ استفاده از این ماسک‌ها ممنوع است چراکه مجرمان مرتباً از این ماسک‌ها برای پوشاندن چهره خود استفاده می‌کنند. در اعتراضات سال ۲۰۱۹–۲۰۲۰ در هنگ کنگ، برخی از معترضین ماسک‌های جراحی (در بین انواع دیگر ماسک‌ها)، برای جلوگیری از شناخته شدن، پوشیدند و دولت سعی کرد (اما نتوانست) چنین استفاده ای را ممنوع کند.

## طراحی
طراحی ماسک‌های جراحی بستگی به حالت دارد. معمولاً ماسک‌ها به صورت سه لایه هستند. این ماده سه تایی از یک ماده ذوب شده ساخته شده بین پارچه غیربافته ساخته شده‌است. ماده مذاب مانند صافی عمل می‌کند که از ورود و خروج میکروب‌ها به و از ماسک جلوگیری می‌کنند. بیشتر ماسک‌های جراحی دارای پوستی یا چین خوردگی هستند. از سه تکه استفاده می‌شود تا کاربر بتواند ماسک را طوری گسترش دهد که منطقه را از بینی تا چانه بپوشاند. سه روش مختلف برای نصب ماسک‌ها روی صورت وجود دارد. محبوب‌ترین آنها حلقهٔ گوش است که در آن یک ماده مانند نخ یا کش به ماسک وصل شده و در پشت گوش قرار می‌گیرد. مورد دیگر بندی است که از چهار تسمه نبافته تشکیل شده‌است که پشت سر گره خورده‌است. سومی، نوار سر است که یک نوار الاستیک است که در پشت سر محکم می‌شود.
ماسک‌های جراحی با طرح‌های تزئینی در کشورهایی که در آن توسط عموم پوشیده می‌شوند محبوب هستند.

## نگارخانه

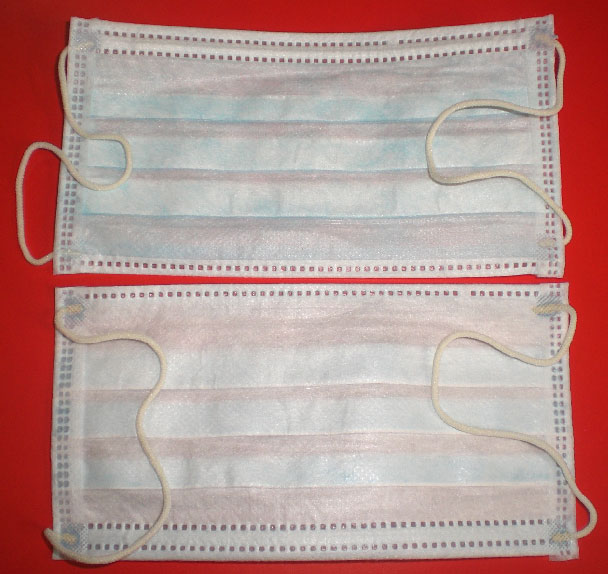
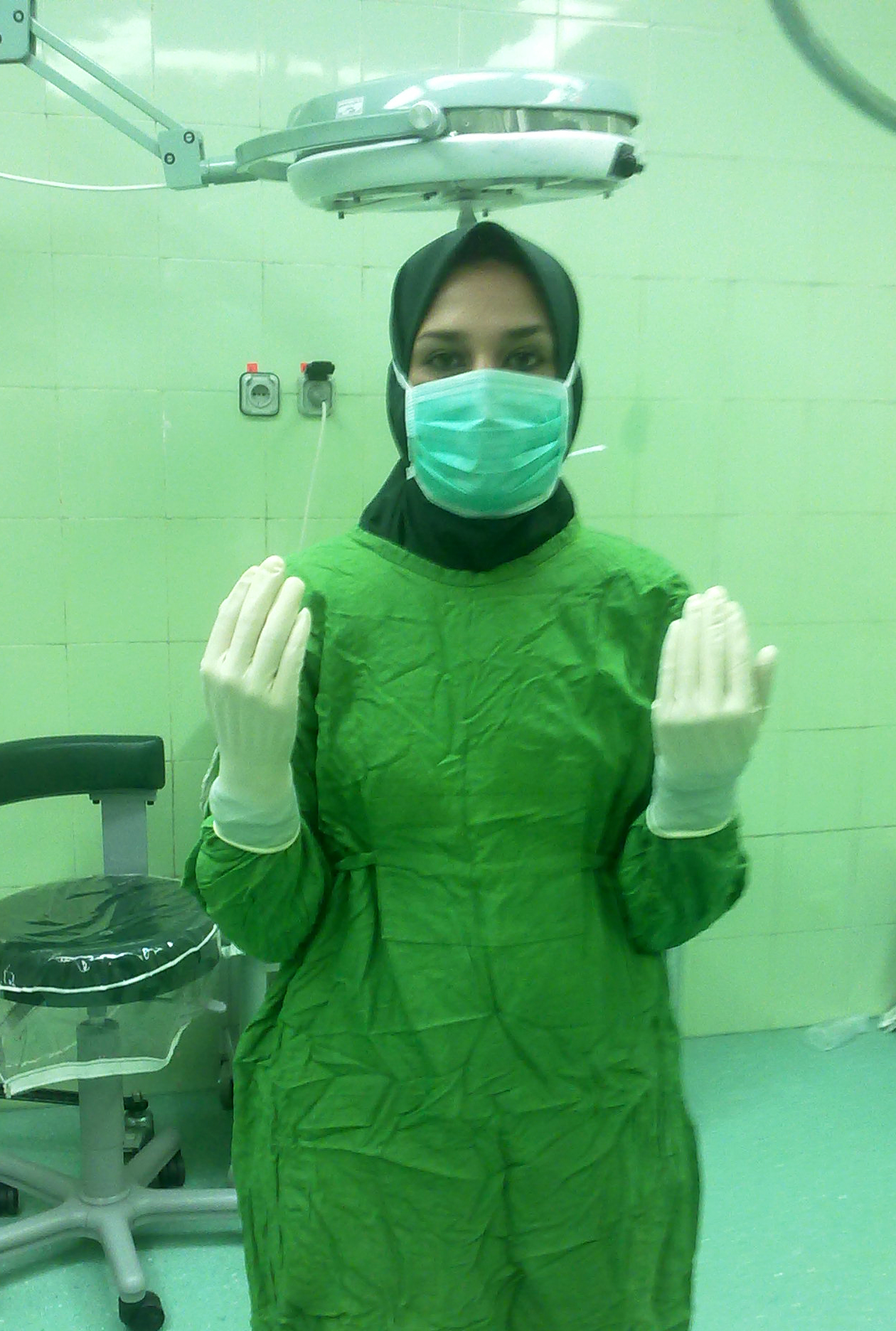
ماسک جراحی پرسنل اتاق عمل